# Ладеникский сельсовет
Ладе́никский сельсовет (бел. Ладзеніцкі сельсавет) — административная единица на территории Новогрудского района Гродненской области Республики Беларусь. Административный центр — агрогородок Ладеники.

## Состав
Ладеникский сельсовет включает 31 населённый пункт:
- Байки — деревня
- Большие Лезневичи — деревня
- Бретянка ─ деревня
- Волконоша — деревня
- Гагарино — деревня
- Городечно ─ агрогородок
- Грабники — хутор
- Ждановичи — деревня
- Зеневщина — деревня
- Испось — деревня
- Католыши — деревня
- Кмитянка — деревня
- Ладеники — агрогородок
- Литовка — деревня
- Ловчицы — деревня
- Малые Карныши — деревня
- Малые Лезневичи — деревня
- Мильковичи — деревня
- Мотча — деревня
- Мукиничи — деревня
- Негримово — деревня
- Новосёлки — деревня
- Пуцевичи — деревня
- Свири — деревня
- Селец — деревня
- Семково — деревня
- Слободка — деревня
- Слуховичи — хутор
- Сунчицы — деревня
- Старый Лес — деревня
- Экономия — хутор

## Производственная сфера
- ЗАО «Городечно»

## Социальная сфера

##### Учреждения образования
- Государственное учреждение образования «Ладеникский учебно-педагогический комплекс детский сад — базовая общеобразовательная школа»

##### Учреждения здравоохранения
- ФАПы: аг. Ладеники, д. Гагарино

##### Культура
- Ладеникский центральный Дом культуры
- Кмитянский сельский клуб
- Сельские библиотеки: аг. Ладеники, д. Кмитянка.

Краеведческая экспозиция в д. Ладеники

## Достопримечательность
- Фэнтези-усадьба «Литовка» в деревне Литовка

## Памятные места
На территории сельсовета находятся воинские захоронения:
- Памятник погибшим в годы Великой Отечественной войны односельчанам в аг. Ладеники